# Fries Rebellion

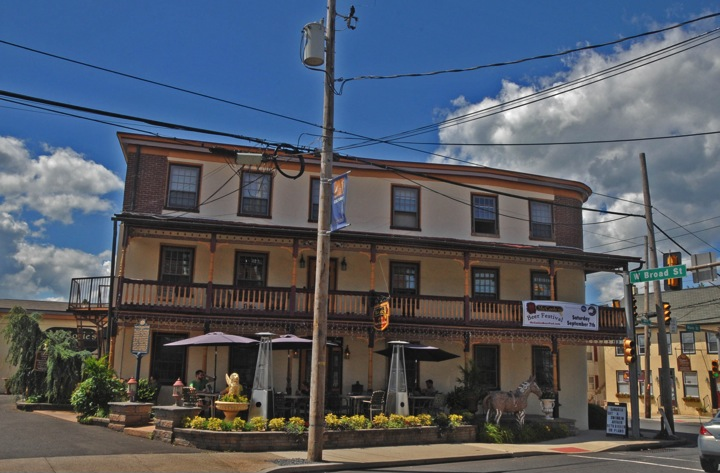
Un marqueur historique se trouve devant ce motel moderne à Quakertown, en Pennsylvanie, un point central de la Fries Rebellion

La « Fries Rebellion » de 1799 eut lieu dans le sud de la Pennsylvanie.
John Fries (1750-1818), né en Pennsylvanie, est de descendance allemande. En tant que commissaire-priseur ambulant, il avait des bons contacts avec les Allemands de la région du sud-est de la Pennsylvanie. En juillet 1798, pendant les troubles entre les États-Unis et la France (connus aujourd'hui sous le nom de Quasi-guerre), le congrès des États-Unis prélève un impôt afin de financer l'expansion de l'armée et de l'US Navy. Cet impôt, basé sur les logements, les terres et les esclaves, est de 2 millions de dollars, la Pennsylvanie doit y contribuer pour 237 000 $. Il y avait très peu d'esclaves dans l'État, et l'impôt a été en conséquence évalué sur les logements et la terre, la valeur des maisons était déterminée par le nombre et la taille des fenêtres. La nature inquisitrice des démarches réveille une forte opposition parmi les Allemands, et bon nombre d'entre eux refuse de payer, invoquant l'inconstitutionnalité de cet impôt qui n'était pas prélevé proportionnellement à la population. 
John Fries organise une bande armée d'environ 400 hommes qui marchèrent dans la région, intimidant les assesseurs et encourageant les personnes à résister. En mars 1799, le gouverneur exige que cette milice et ses chefs soient arrêtés.
John Fries et deux autres hommes sont jugés pour trahison et condamnés à la pendaison, mais ils sont amnistiés par le Président John Adams en avril 1800, et une amnistie générale est publiée le 21 mai 1800. John Fries décède dans sa maison à Trumbauersville (Pennsylvanie) en 1818.  